# Кибинаги
Кибинаги, или селёдочки-кибинаги (лат. Spratelloides), — род лучепёрых рыб из семейства сельдевых (Clupeidae). Широко распространены в Индо-Тихоокеанской области. Максимальная длина тела у представителей разных видов варьирует от 6 до 12 см. Морские стайные пелагические рыбы.

## Классификация
В состав рода включают 5 видов:
- Spratelloides atrofasciatus L. P. Schultz, 1943[3]
- Spratelloides delicatulus (Bennett, 1832) — Пиха (рыбы), или филиппинская кибинаго
- Spratelloides gracilis (Temminck & Schlegel, 1846) — Изящная кибинаго
- Spratelloides lewisi Wongratana, 1983 — Новогвинейская кибинаго
- Spratelloides robustus Ogilby, 1897 — Голубой шпрот, или австралийская селёдочка-кибинаго